# گاویینا
گاویینا (به لاتین: Gaujiena) یک روستا در لتونی است که در شهرداری آپه واقع شده‌است. گاویینا ۶۳۲ نفر جمعیت دارد.

## نگارخانه

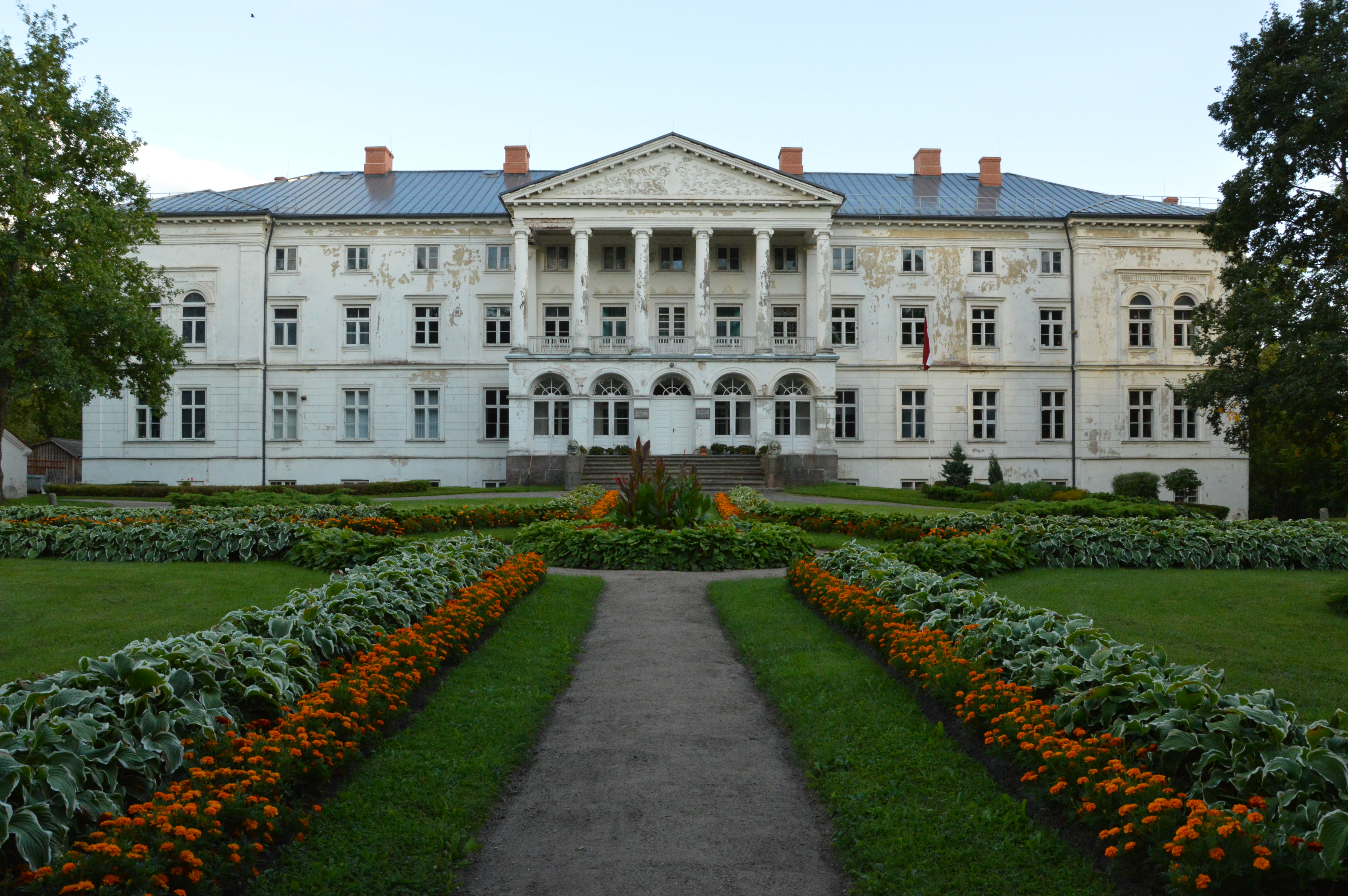
Gaujiena Palace
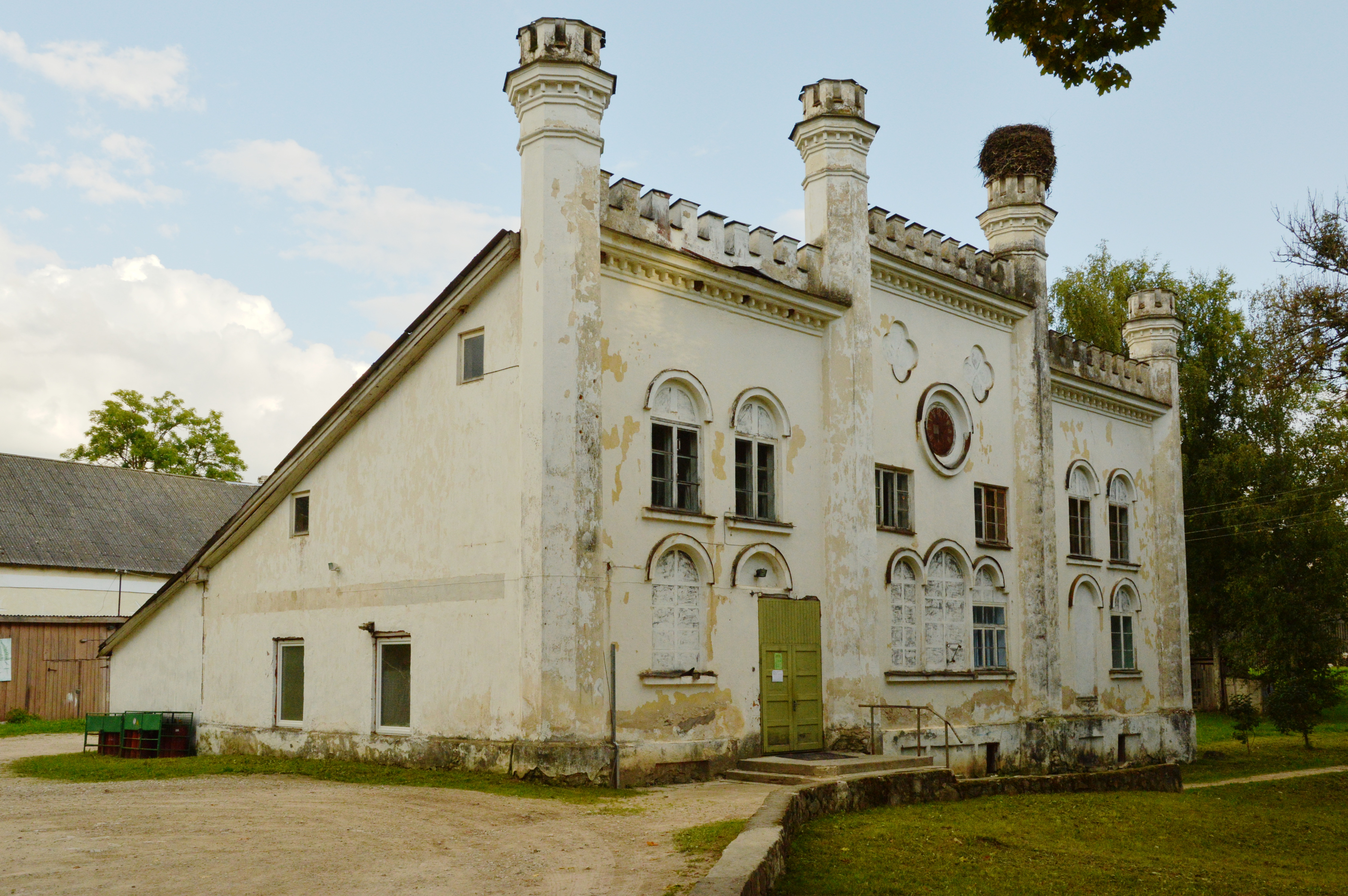
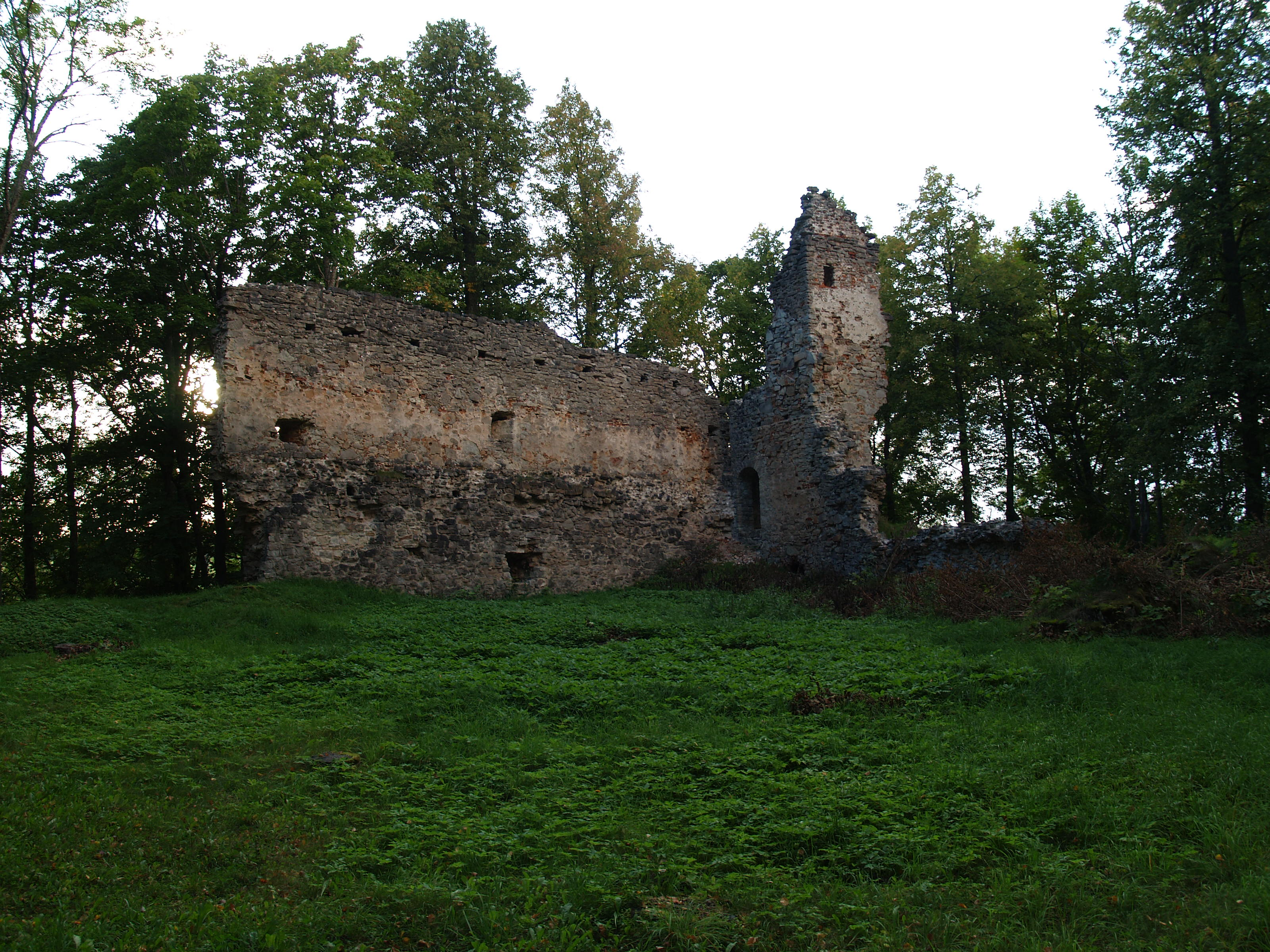
Gaujiena Castle ruins
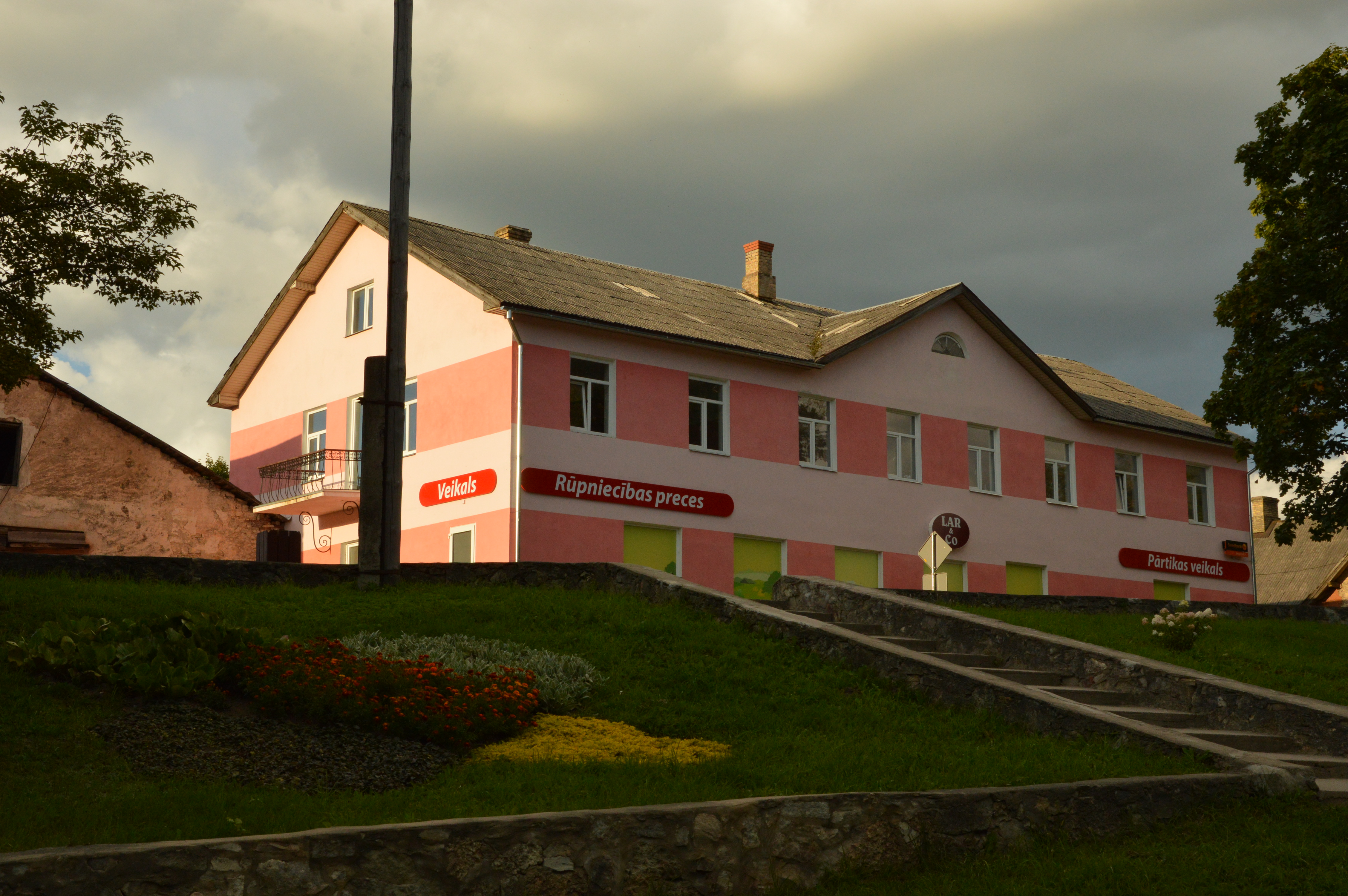
Shop